# Cabanas de Torres
Cabanas de Torres era una freguesia portuguesa del municipio de Alenquer, distrito de Lisboa.

## Localización
Situada en el inicio de las laderas occidentales de la Sierra de Montejunto, a 16 km de Alenquer y en el límite con el concelho de Cadaval, la freguesia consta de dos núcleos de población: Cabanas de Torres y Paúla. 

## Historia
Fue suprimida el 28 de enero  de 2013, en aplicación de una resolución de la Asamblea de la República portuguesa promulgada el 16 de enero de 2013 al unirse con la freguesia de Abrigada, formando la nueva freguesia de Abrigada e Cabanas de Torres.

## Economía
Su economía gira en torno a la agricultura y vitivinicultura, contando también con industrias de transformación del mármol. 

## Patrimonio
En su patrimonio histórico destacan la Iglesia de San Gregorio Magno, las capillas de S. Juan Bautista (en la sierra de Montejunto) y de Nuestra Señora de la O (en Paúla) y varios molinos de viento.